# Pavonia erythrolema
Pavonia erythrolema är en malvaväxtart som beskrevs av Gürke. Pavonia erythrolema ingår i släktet påfågelsmalvor, och familjen malvaväxter. Inga underarter finns listade i Catalogue of Life.